# Ceratozetes microsetosus
Ceratozetes microsetosus är en kvalsterart som beskrevs av Nusret Ayyildiz och Malcolm Luxton 1989. Ceratozetes microsetosus ingår i släktet Ceratozetes och familjen Ceratozetidae. Inga underarter finns listade i Catalogue of Life.